# Швалмтал (Хесен)
Швалмтал (њем. Schwalmtal) општина је у њемачкој савезној држави Хесен. Једно је од 19 општинских средишта округа Фогелсберг. Према процјени из 2010. у општини је живјело 2.975 становника. Посједује регионалну шифру (AGS) 6535017.

## Географски и демографски подаци
Швалмтал се налази у савезној држави Хесен у округу Фогелсберг. Општина се налази на надморској висини од 332 метра. Површина општине износи 54,4 km². У самом мјесту је, према процјени из 2010. године, живјело 2.975 становника. Просјечна густина становништва износи 55 становника/km².